# 中国驻所罗门群岛大使馆
中华人民共和国驻所罗门群岛大使馆（英語：Embassy of the People's Republic of China in Solomon Islands），简称中国驻所罗门群岛大使馆，是中华人民共和国驻所罗门群岛的外交代表机构。